# Cairo Challenger 1985
Il Cairo Challenger 1985 è stato un torneo di tennis facente parte della categoria ATP Challenger Series nell'ambito dell'ATP Challenger Series 1985. Il torneo si è giocato a Il Cairo in Egitto dal 25 febbraio al 2 marzo 1985 su campi in terra rossa.

## Vincitori

### Singolare
Fernando Luna ha battuto in finale  Trevor Allan con il punteggio di 6–3, 6–4

### Doppio
Anand Amritraj /  Lloyd Bourne hanno battuto in finale  Trevor Allan /  Alberto Tous con il punteggio di 6–4, 2–6, 7–5